# Ratchanok Intanon
Ratchanok Intanon (Thái: รัชนก อินทนนท์; sinh ngày 5 tháng 2 năm 1995) là một nữ vận động viên cầu lông Thái Lan. Cô là người đã giành chức vô địch thế giới nội dung đơn nữ tại Giải cầu lông vô địch thế giới 2013 diễn ra ở Quảng Châu, và cũng là nữ vận động viên trẻ nhất từng vô địch giải đấu này.

## Sự nghiệp

### 2009-2012
Ratchanok giành danh hiệu quốc tế cá nhân đầu tiên vào năm 2009, khi cô mới chỉ mới 14 tuổi, bằng chiến thắng tại giải cầu lông Quốc tế Việt Nam Challenge. Sau đó, cô đã làm lên lịch sử khi trở thành nhà vô địch trẻ nhất tại  Giải cầu lông trẻ vô địch thế giới diễn ra ở Malaysia khi mới 14 tuổi. Cô cũng lọt vào tới trận chung kết ở SEA Games 2009, nhưng đã để thua trước người đồng hương của mình là Salakjit Ponsana.
Năm 2010, ở tuổi 15, cô đã bảo vệ thành công danh hiệu của mình tại giải cầu lông trẻ vô địch thế giới diễn ra ở México. Ngay sau đó, cô đã giành được hai danh hiệu tại Giải cầu lông Việt Nam mở rộng YONEX-SUNRISE và Indonesia mở rộng. Á vận hội 2010 tại Quảng Châu, cô giành được tấm huy chương bạc sau trận thua trước tay vợt xếp hạng số 1 thế giới lúc bấy giờ là Wang Xin, với tỉ số lần lượt là 22-20 17-21 14-21.
Năm 2011, cô trở thành vận động viên thành công nhất của Giải cầu lông trẻ vô địch thế giới khi giành danh hiệu đơn nữ lần thứ ba liên tiếp tại Đài Loan. Cô đã giành YONEX-SUNRISE Syed Modi Memorial Ấn Độ mở rộng và cũng là một thành viên của đội tuyển cầu lông nữ Thái Lan đánh bại Indonesia trong trận chung kết tại SEA Games 2011.
Trong năm 2012 Ratchanok bước sang tuổi 16 được trao giải thưởng Nữ vận động viên xuất sắc nhất Thái Lan sau khi ba lần liên tiếp vô địch giải cầu lông trẻ thế giới. Mục tiêu lớn nhất của Ratchanok chính là giành huy chương vàng tại Olympic. Tuy nhiên, tại Thế vận hội Mùa hè 2012, trong trận đấu tứ kết với Wang Xin, mặc dù cô dẫn đối thủ của mình ở hiệp đấu thứ nhất 21-17 và 16-9 trong hiệp thi đấu thứ hai, nhưng mất điểm ở những thời khắc quyết định khiến cô thua ngược với tỉ số 21-17, 18-21, 14-21. Sau đó không lâu, tại giải Thái Lan mở rộng, dù đã vào đến trận chung kết nhưng cô lại để thua trước tay vợt người Ấn Độ Saina Nehwal 21-19 15-21 10-21. Cô bước vào trận chung kết của giải đấu Super series đầu tiên trong năm 2012 tại Giải cầu lông Trung Quốc mở rộng Super Series, nhưng để thua trước Li Xuerui chóng vánh 12-21, 9-21.

### 2013
2013 là một năm vàng của Ratchanok. Cô lọt vào trận chung kết tại giải cầu lông toàn Anh 2013. Dù thua trước Tine Rasmussen 14-21, 21-16, 10-21  nhưng cô vẫn là vận động viên trẻ nhất lọt vào tới trận chung kết tại giải cầu lông toàn Anh. Cuối cùng, cô đã giành danh hiệu giải đấu Super Series đầu tiên của mình sau chiến thắng trước tay vợt Đức Juliane Schenk 22-20, 21-14 trong giải YONEX-SUNRISE Ấn Độ mở rộng 2013 để trở thành người chiến thắng Superseries trẻ nhất, khi 18 tuổi 2 tháng 22 ngày. Sau đó không lâu, cô tiếp tục vào tới trận chung kết của Giải cầu lông Thái Lan mở rộng năm 2013. Cô đánh bại Busanan Ongbumrungpan 20-22, 21-19, 21-13  để trở thành tay vợt Thái đầu tiên giành danh hiệu đơn nữ tại giải đấu kể từ khi lần đầu tiên giải được tổ chức vào năm 1984.
Sau khi vô địch giải Thái Lan mở rộng, cô quyết định rút khỏi cả hai giải đấu là Indonesia mở rộng và Singapore mở rộng để phục hồi chấn thương và chuẩn bị cho Giải cầu lông vô địch thế giới. Vào tháng 8, Ratchanok giành được chức vô địch tại giải cầu lông vô địch thế giới năm 2013 sau khi đánh bại số đương kim số 1 thế giới và cũng là người giành huy chương vàng Olympic London 2012 Li Xuerui trong trận chung kết với tỉ số lần lượt là 22-20 18-21 21-14 . Cô trở thành tay vợt cầu lông đầu tiên vô địch thế giới. Ở tuổi 18, cô cũng là nhà vô địch thế giới trẻ nhất ở nội dung đơn nữ..Ratchanok vẫn còn đủ điều kiện để bảo vệ chức vô địch tại giải cầu lông trẻ vô địch thế giới diễn ra tại Bangkok.

## Thành tích cá nhân
- Tay vợt nữ trẻ nhất vô địch tại Giải cầu lông trẻ vô địch thế giới (2009, 14 tuổi)[10]
- Tay vợt đầu tiên 3 lần liên tiếp vô địch tại Giải cầu lông trẻ vô địch thế giới (2009, 2010, 2011)[11]
- Vận động viên trẻ nhất lọt vào trận chung kết giải cầu lông toàn Anh (2013, 18 tuổi)[12]
- Nhà vô địch trẻ nhất của giải đấu Superseries (Giải cầu lông Ấn Độ mở rộng 2013, 18 năm 2 tháng 22 ngày tuổi)[13]
- Vận động viên trẻ nhất vô địch thế giới (2013, 18 năm 6 tháng 6 ngày tuổi)[8]

### Danh hiệu và giải thưởng
Ratchanok Intanon giành được nhiều giải thưởng danh dự để ghi nhận những thành tựu của cô, dưới đây là một số giải thưởng uy tín quốc tế cô đã giành được cho đến nay.
| Tổ chức                           | Giải thưởng                               | Năm  |
| --------------------------------- | ----------------------------------------- | ---- |
| Ủy ban Olympic Quốc tế (IOC)      | Công dân trẻ truyền cảm hứng thể thao     | 2010 |
| Liên đoàn cầu lông thế giới (BWF) | Vận động viên cầu lông có triển vọng nhất | 2009 |